# 이현로 (인물)
이현로(李賢老, ? ~ 1453년 11월 10일)는 조선의 문신, 시인, 서예가, 서화가, 무예가이다.

## 생애
본관은 강흥(江興)이고 초명(初名)은 이선로(李善老)이며 아버지는 이광후(李光後)이다.
1431년 생원시에 합격하였으며 1438년 식년문과에 을과 급제하여 집현전 교리로 등용되었고 세종(世宗), 문종(文宗), 단종(端宗)에 걸쳐 세 임금을 섬겼으며 나중에는 조선 세종대왕의 셋째아들이자 성녕대군(誠寧大君, 세종 임금의 동복 아우)의 양자인 안평대군(安平大君)의 책사로도 활약했다.
1452년 9월 6일 수양대군이 자신의 부하들을 시켜 이현로를 야산으로 끌고 가서 폭행한 사건이 있었는데 이른바 이현로 폭행 사건이다.
이듬해 1453년 계유정난(癸酉靖難) 때 세종(1450년 붕어)의 둘째아들 수양대군(首陽大君, 훗날 세조)이 보낸 수하들의 손에 암살되었다.

## 이현로를 연기한 배우

### TV 드라마
- 홍성민 - 설중매(MBC, 1984년~1985년)
- 안형식 - 파천무(KBS, 1990년~1990년)
- 안대용 - 한명회(KBS, 1994년~1994년)
- 홍성민 - 왕과 비(KBS, 1998년~2000년)
- 김규철 - 인수대비(JTBC, 2011년~2012년)